# 夜間戦闘機

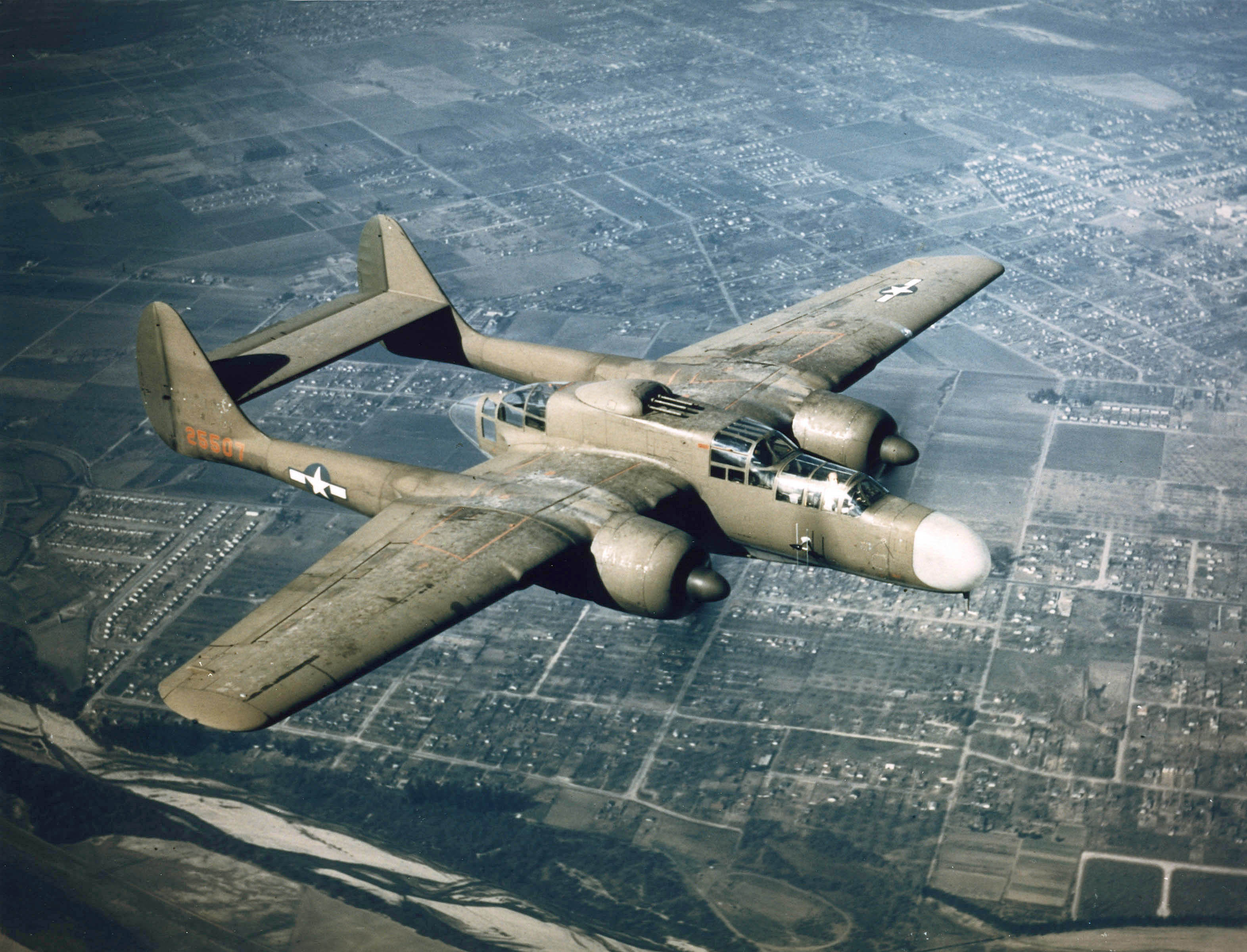
アメリカ陸軍航空軍のP-61

夜間戦闘機（やかんせんとうき、英語:Night fighter）とは、視界の悪い夜間に活動するための装備・能力を持った戦闘機のこと。略称は夜戦（やせん）。対義語は昼間戦闘機（Day fighter）。

## 概要

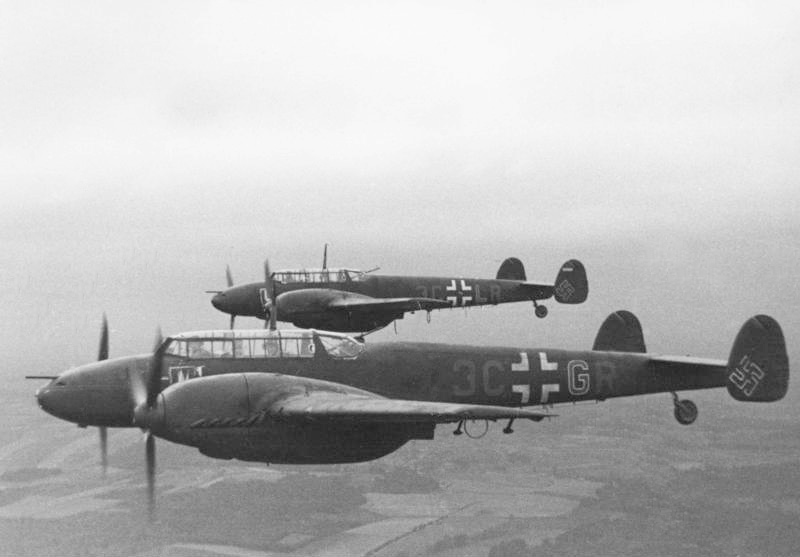
ドイツ空軍（第4夜間戦闘航空団）のBf 110（1942年）

夜間戦闘機の発祥は、第二次世界大戦前に各国が開発した、双発複座護衛戦闘機である。爆撃機の航続力の増大に伴い、従来の単発戦闘機では護衛機として随伴する事が不可能になり、代わってより大型で航続距離の長い双発複座戦闘機が開発された。しかしながら双発複座機は単発単座機に比して鈍重であり、とても対戦闘機戦闘をこなす事ができず、結局は各国の試みは失敗に終わった。バトル・オブ・ブリテンにおけるドイツ空軍のBf 110の失態が、顕著な例として挙げられる。その後、可変ピッチプロペラの実用化による低燃費化や増槽の採用などにより、単発戦闘機の航続力延伸が図られ、双発複座戦闘機は護衛戦闘機としての任務を外された。
そこで各国軍は、双発複座戦闘機を偵察機・戦闘爆撃機などとして活用したが、特に有名なものが夜間戦闘機としての任務であった。爆撃機にとって昼間爆撃は敵戦闘機や高射砲の邀撃による被害が大きいため、時と場合によって精度の低下を甘受し夜間爆撃を行う場合が増加した。従来の単座戦闘機では夜間の迎撃は困難であり、それに代わって双発複座戦闘機が夜間迎撃任務に用いられるようになった。操縦士と通信士兼防御火器射手が役割分担している複座戦闘機の場合は、昼間に比べて視界が悪い夜間であっても照準がつけやすく、またその大柄の機体には大威力の航空機関砲や無線機、レーダーの搭載も容易であり、航続距離の長さは滞空時間の長さとなった。双発機の格闘戦能力では対単発戦闘機戦闘は困難であっても、対爆撃機戦闘では問題が無かった。
夜間戦闘機といっても用途は夜戦だけではなく、夜間での偵察・爆撃なども含まれることがある。偵察や爆撃は昼間戦闘機でも行う事があるが、双発で機体に余裕のある夜間戦闘機の場合はより他任務への転用が容易であった。上述の通り、発祥となった双発複座戦闘機は、夜間戦闘機に用いられる以前より偵察や爆撃任務に活用されている。夜間戦闘機による迎撃が行われるようになると、同じく夜間戦闘機による爆撃機護衛も行われるようになった。双発戦闘機は格闘戦能力で単発機に対抗する事は困難であったが、敵が同じ双発戦闘機であれば十分に対抗ができたからである。

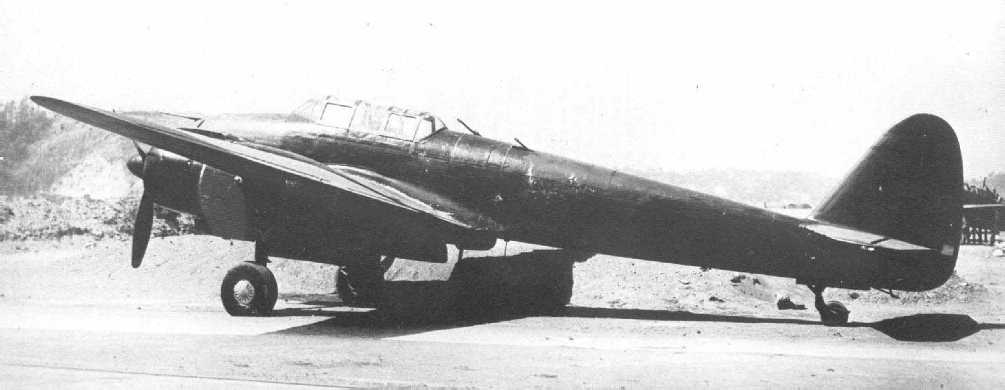
日本海軍の｢月光｣。 天蓋の後方に突き出しているのが「斜銃」

夜間戦闘機には大きく分けて2つのタイプがあり、それぞれ「既存の機種を改造したもの」（Ju 88、Bf 110など）と「夜間戦闘機として新たに開発したもの」（He 219、P-61など）に分けることができる。上述の通り、初期の夜間戦闘機は、かつて失敗した双発複座護衛戦闘機の別任務への活用であったが、夜間戦闘機が普遍的なものになると、専任機が新たに開発されたのである。
対義語で、昼間を主として活動する戦闘機のことを「昼間戦闘機」という。しかしながら、必ずしも夜戦自体は夜間戦闘機・夜戦飛行部隊専任のものではなく、例として日本陸軍（日本陸軍航空部隊）では一般の単座戦闘機にも夜戦のスキルが求められており（操縦者は夜間飛行をこなせてこそ一人前たる「技量甲」の認定を戴く）、「昼間戦闘機」・「夜間戦闘機」という区別は必ずしも当てはまるものではない。実際に日本陸軍航空部隊では、一般の単発単座戦闘機（一式戦闘機「隼」）を運用する一般の飛行部隊（飛行第59戦隊）が、太平洋戦争開戦当月である1941年12月の時点でイギリス空軍爆撃機を夜戦確実撃墜した戦果を記録するなど、数々の夜間戦闘任務を積極的に行っている。その一方で、日本海軍（日本海軍航空隊）では大半の単座戦闘機およびその操縦員には夜戦の技量が無く、また夜間任務自体が例外的なものであり、原則的に専用の夜間戦闘機・夜間飛行部隊が対処していた。
第二次大戦では広く活躍し、ジェット機時代に入ってしばらくの間も夜間戦闘機の区別があった。しかしながら戦闘機に搭載するレーダーを用いた火器管制装置が発達すると、夜間のみならず荒天下においても戦闘が行えるようになった。それら夜間・昼間・荒天下全てに適合した戦闘機は「全天候戦闘機」と呼ばれるようになり、やがてそれらが戦闘機を含む軍用機（航空機）の標準機能となったため、夜間戦闘機という区別は消滅した。

### 特徴
夜間戦闘機の特徴としては例外もあるものの
- 乗員が複数名
- 強力な武装
- 充実した通信設備や相応の航法能力
- 黒・グレー・濃緑など、暗めの迷彩塗装
- 機上レーダーの搭載

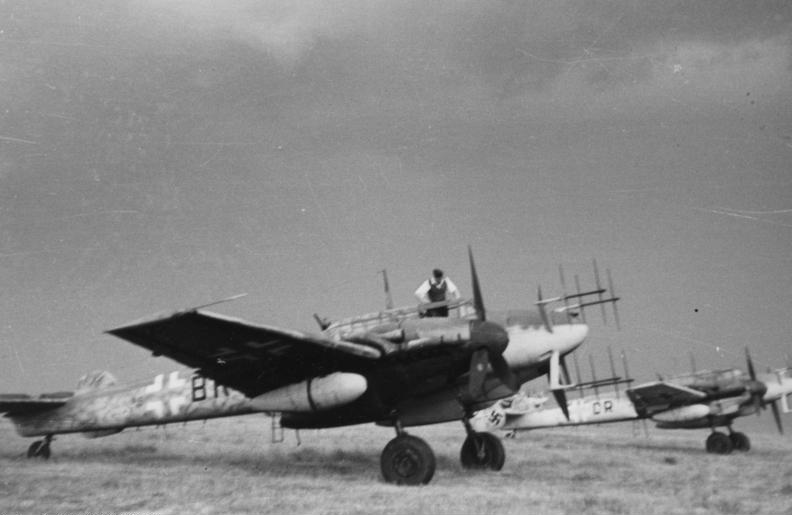
機首に機上空対空レーダーのアンテナを搭載したドイツ空軍（第4夜間戦闘航空団）のBf 110（1944年）

などがあげられる。また、日本陸海軍とドイツ空軍の一部の夜間戦闘機は、通常機体後上方に向けた防御火器が強力である爆撃機に対し、航空機関砲を多くは斜め上方（一部機体は斜め下方にも）に向けて装備し、併行して飛行しながら防御の薄い下側から連射を浴びせた。この搭載方式を日本では海軍が「斜銃」または「斜め銃」、陸軍が「上向き砲」、ドイツでは「シュレーゲムジーク」と呼ぶ。

## 主な夜間戦闘機
以下中には「昼間戦闘のみならず夜間戦闘にも用いられた機体」をも含む。

### ドイツ

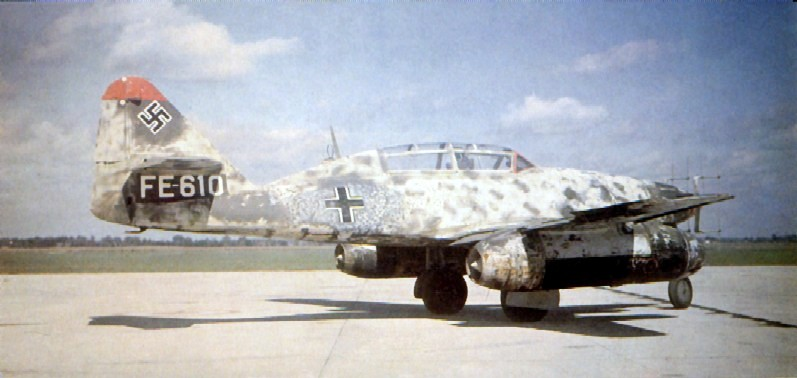
Me 262の複座の練習機型B-1a型にレーダー、電波ホーミング装置と武装を施して夜間戦闘機仕様としたドイツ空軍のMe 262B-1a/U1

- Do 217
- Ta 154
- He 219
- Ju 88
- Bf 110G-4
- Me 262B

### 日本
- 月光
- 極光
- 電光
- 銀河
- 彗星
- 彩雲
- 零式夜間戦闘機
- 二式複座戦闘機「屠龍」
- 四式戦闘機「疾風」（キ84-I丁）

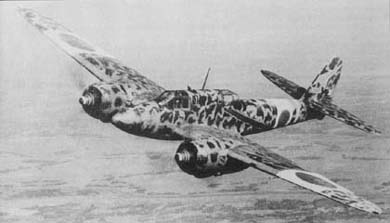
上向き砲2門を操縦者席と同乗者席の間に装備した日本陸軍の二式複戦「屠龍」丙型丁装備

- 一〇〇式司令部偵察機「新司偵」（武装司偵）

### アメリカ

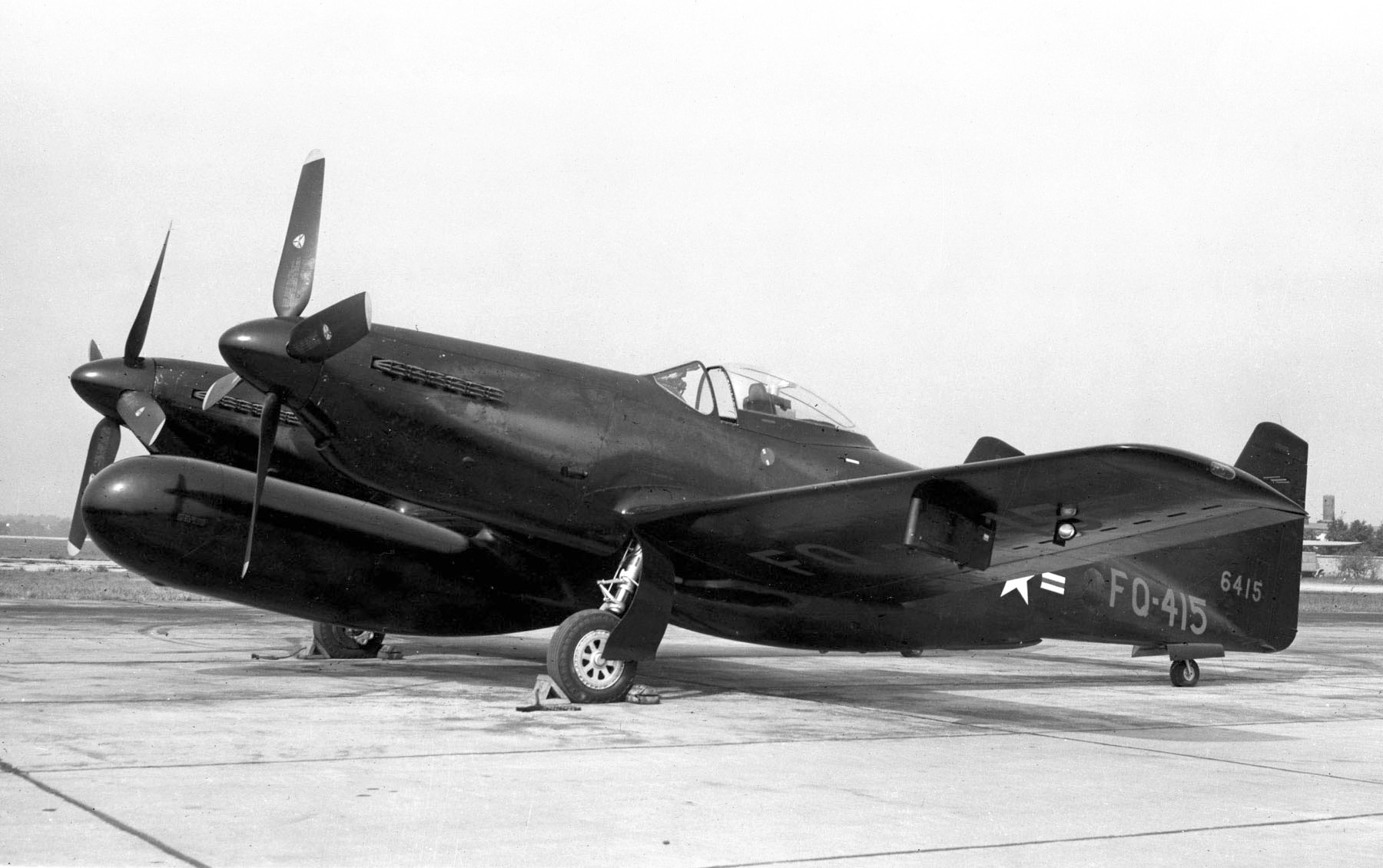
中央部主翼下に増槽型レーダーユニットを搭載したアメリカ空軍のF-82F

- F6F-5N
- F7F
- F4U-2
- P-38M
- P-61
- P-70
- F-82
- PV-1

### イギリス
- デファイアント
- ブレニム
- ボーファイター
- モスキート
- ミーティア NF.11/12/13/14
- ヴァンパイア NF.10
- ヴェノム NF.2/3

### 全天候戦闘機へと発展していったもの
下記の戦闘機は、当初は夜間戦闘機として開発されたものの、その後は全天候戦闘機に分類されている。
- F-89
- F-86D/L
- F-94

これ以降に開発されたジェット戦闘機は、開発当初から全天候戦闘機と呼ばれている。